# Kopter

Koptiskt kors.

Kopter är den största inhemska kristna befolkningsgruppen i Egypten. Flertalet är medlemmar i Koptisk-ortodoxa kyrkan och (i betydligt mindre antal) Koptisk-katolska kyrkan. Språket koptiska dog ut som levande språk för flera århundraden sedan och är numera endast ett liturgiskt språk som användes i kyrkan. Kopterna  har ett språkligt och etniskt band till de forntida egyptierna.
Officiella siffror för antalet kopter i Egypten varierar mellan 7 och 15 miljoner, vilket motsvarar omkring 10 procent av Egyptens befolkning; detta innebär att kopterna även är den största kristna befolkningsgruppen i Mellanöstern. Även Sudan har en inhemsk koptisk minoritet, där många är ättlingar till egyptiska immigranter på senare år. Antalet uppgår till omkring 500 000, lite mer än en procent av landets befolkning. I USA finns mellan 200 000 och 500 000 kopter. Många är också bosatta i Kanada och i Australien. Koptisk-ortodoxa kyrkan i Sverige har funnits sedan början av 1980-talet. Det finns omkring 4000 personer i Sverige som omfattar koptisk tro, varav de flesta kommer från Egypten.

## Etymologi
Ordet kopter har kommit till de europeiska språken från den klassiska arabiskans qubṭi (قبطي), ett ord som syftade på egyptier (oavsett religion) i allmänhet, och i sin tur ett lån från koptiskans kubti.

## Historia

### Koptiska kyrkan

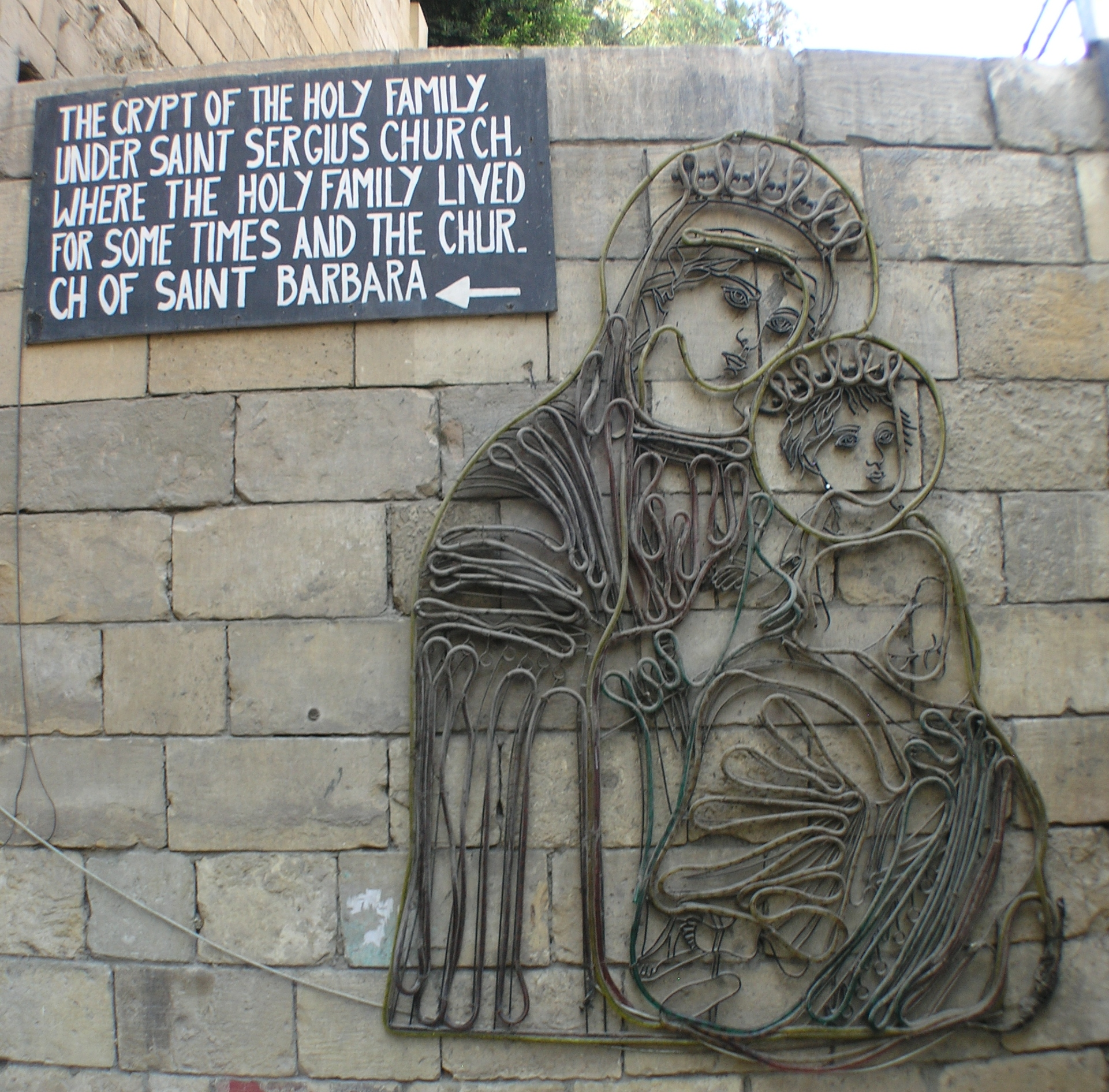
Koptiska Kairo.

Den koptiska kyrkan är den äldsta i Mellanöstern. Enligt traditionen var det evangelisten Markus i Alexandria som introducerade kristendomen till Egypten, kort efter att kristus togs upp till himlen och under den romerske kejsaren Claudius regeringstid, omkring 42 e.Kr. Från Alexandria spreds kristendomen genom Egypten, vilket framgår av ett fragment av Johannesevangeliet på koptiska från 100-talet e.Kr. som hittades i övre Egypten, och i skrifter från Nya testamentet som hittades i Oxyrhynchus i mellersta Egypten cirka 200 e.Kr. Vid den tidpunkten hade kristendomen spridits till landsbygden, skrifterna hade översatts till egyptiska (dagens koptiska) och kristendomen omfattade nu majoriteten av landets befolkning. Kyrkan i Alexandria vidkändes som en av kristendomens fyra apostoliska säten och bara den Romersk-katolska kyrkan ansågs främre. Den koptiska kyrkan i Alexandria (som idag är delad i tre) är därför den äldsta i Afrika.

### Katekesiska skolan
Alexandrias katekesiska skola var den äldsta i världen och grundades enligt bibelöversättaren Hieronymus av heliga Markus själv. Omkring 190 e.Kr. under ledning av Pantaenus blev det en viktig plats för religiös undervisning, med lärare som Athenagoras, Klemens av Alexandria, Didymos den blinde, och egyptiern Origenes som ansågs vara teologins fader. Skolan undervisade också vetenskap, matematik och humaniora. Skolans teologiska institution återetablerades år 1893 och har lärosäten i Kairo, Irland, New Jersey och Los Angeles, där koptiska präster utbildas, tillsammans med andra män och kvinnor, i teologi, historia, koptiskt språk och konst.

### Klosterliv
Ett viktigt bidrag av egyptierna till kristendomen var etablerandet av munkklosterlivet. De mest framstående klosterfäderna var Antonios Eremiten, Paulus av Thebe, Macarius Egyptiern, Shenouda och Pachomios. Mot slutet av 400-talet fanns hundratals kloster och tusentals celler och grottor spridda i den egyptiska öknen. Kristna kloster i hela världen härstammar direkt eller indirekt från dessa föredömen.

### Ekumeniska kyrkomöten
Egyptiska patriarker från sätet i Alexandria var huvudmän för de tre första ekumeniska kyrkomötena: Alexander av Alexandria (tillsammans med Hosius av Cordoba) vid Första konciliet i Nicaea 325; Timotheus av Alexandria vid Första konciliet i Konstantinopel 381; och Kyrillos av Alexandria vid Konciliet i Efesus 431.

#### Konciliet i Chalkedon
Vid Konciliet i Chalkedon 451 antogs chalkedonska definitionen, som handlar om Jesu natur och gudomlighet. En tid efter detta kyrkomöte delades det gamla Alexandria-patriarkatet 536 i två delar: de som accepterade Chalkedonensiska definitionen, och blev kända som chalkedonier eller chalkedonenser (Alexandrias kyrka), och de som inte accepterade detta kyrkomötes definition, kända som de monofysitiska kyrkorna, numera benämnda orientaliskt ortodoxa, bland vilka den koptisk-ortodoxa kyrkan ingår.

### Arabernas erövring
Egypten erövrades år 641 av arabiska arméer. Dessa slogs mot det bysantinska rikets arméer men mötte till att börja med litet eller inget motstånd från den inhemska egyptiska befolkningen; dock pågick det lokala motståndet, när påbörjat, till åtminstone 800-talet. Flera väpnade uppror ägde rum under den tiden. Bakom det organiserade motståndet fanns missnöje med hög beskattning av kristna och ett minskande antal kristna i Egypten. Kopter fick inte tjänstgöra i armén. Det religiösa livet fortsatte mestadels ostört under den arabiska ockupationen, vilket framgår av den stora produktionen av koptisk konst från kloster i gamla Kairo (Fustat) och runtom Egypten. Situationen blev dock svårare kring slutet på 800-talet och på 900-talet då de muslimska härskarna förbjöd avbildningar av människor och som konsekvens, förstörde många koptiska målningar och freskomålningar i kyrkor. 
Den fatimidiska perioden var tolerant, undantaget våldsamma förföljelser under kalifen Al-Hakim. Fatimiderna gav kopter regeringsposter och deltog i koptiska och egyptiska helgdagsfiranden. Stora renovationer och rekonstruktioner av kyrkor och kloster genomfördes. Koptisk konst blomstrade och nådde nya nivåer i mellersta och övre Egypten. Men under den tidiga perioden av mamlukernas styre nådde också förföljelserna nya höjder, efter korstågens tid. Kristna tvingades konvertera och kloster plundrades, samt förstördes i bland av beduiner; dessa byggdes dock på nytt.
Kopternas situation förbättrades under Muhammed Ali av Egypten. Han avskaffade Jizya-skatten som endast kristna betalade, samt tillät alla egyptier, muslimer som kopter, att tjänstgöra i armén. Under 1800-talet fortsatte villkoren att förbättras och den första halvan av 1900-talet var en liberal tid i Egypten.

## Kopter i moderna Egypten
I början av 1900-talet deltog kopter i den nationella rörelsen för självständighet och höll många inflytelserika positioner i samhället. Koptiska museet grundades 1910 och lärosätet Higher Institute of Coptic Studies 1954. Efter statskuppen 1952 har villkoren för kopter i Egypten försämrats.
År 1952 ledde Gamal Abdel Nasser arméofficerare i en coup d'état mot kung Farouk som avskaffade monarkin och införde en republik. Han införde pan-arabisk nationalism och socialism. Kopterna påverkades allvarligt av nationaliseringarna eftersom de, som utgjorde 10-20 procent av befolkningen, ägde mer än hälften av landets tillgångar. Pan-arabismen underminerade också kopternas starka band till den egyptiska för-arabiska och icke-arabiska identiteten. Regimen konfiskerade land och kyrkans egendomar; tillstånd att bygga kyrkor försenades och kristna religiösa domstolar stängdes. Som ett resultat emigrerade många kopter till Australien, Nordamerika eller Europa.
Majoriteten av de egyptiska kristna tillhör den icke-chalkedoniska (monofytiska) koptisk-ortodoxa kyrkan. Det kristna samhället inkluderar också andra kyrkosamfund, som protestanter (som kallas evangelister), romersk-katolska och ortodoxa troende. Benämningen "koptisk" avser enbart inhemska egyptiska kopter men somliga protestantiska kyrkor, till exempel, kallas "koptiskt-evangeliska", vilket skiljer inhemska kyrkor från sådana som besöks av immigranter, som européer och amerikaner.
Koptiska aktivister skapade 2005 en koptisk flagga som ska representera kopter i hela världen.
Påven och patriarken Shenouda III av Alexandria var från 1971 påve och patriark av Alexandria och därmed ledare för den koptisk-ortodoxa kyrkan. Han avled den 17 mars 2012. Den 18 november 2012 installerades 60-årige Tawadros som den 118:e påven.

### Diskriminering
Religionsfrihet garanteras i den egyptiska konstitutionen. Enligt människorättsorganisationen Human Rights Watch kan egyptier i allmänhet utan problem konvertera till Islam, men muslimer som konverterar till kristendom har svårt att få nya legitimationshandlingar, och några har arresterats för att ha försökt förfalska sådana. (Religionstillhörighet ska anges på egyptiska id-kort.) En domstol i Kairo förvägrade 2007 45 medborgare nya id-handlingar som visade att de återgått till kristendomen efter att ha konverterat till Islam. Beslutet ändrades för 12 personer av högsta domstolen 2008; handlingarna måste dock visa att de bekänt sig till islam under en period. Före 2005 krävdes tillstånd av presidenten för att utföra reparationer, även små, i kyrkor; i dag fattar regionala guvernörer de besluten. Det föreligger många hinder för att bygga nya kyrkor, hinder som inte finns för att bygga moskéer.

## Kopter i moderna Sudan

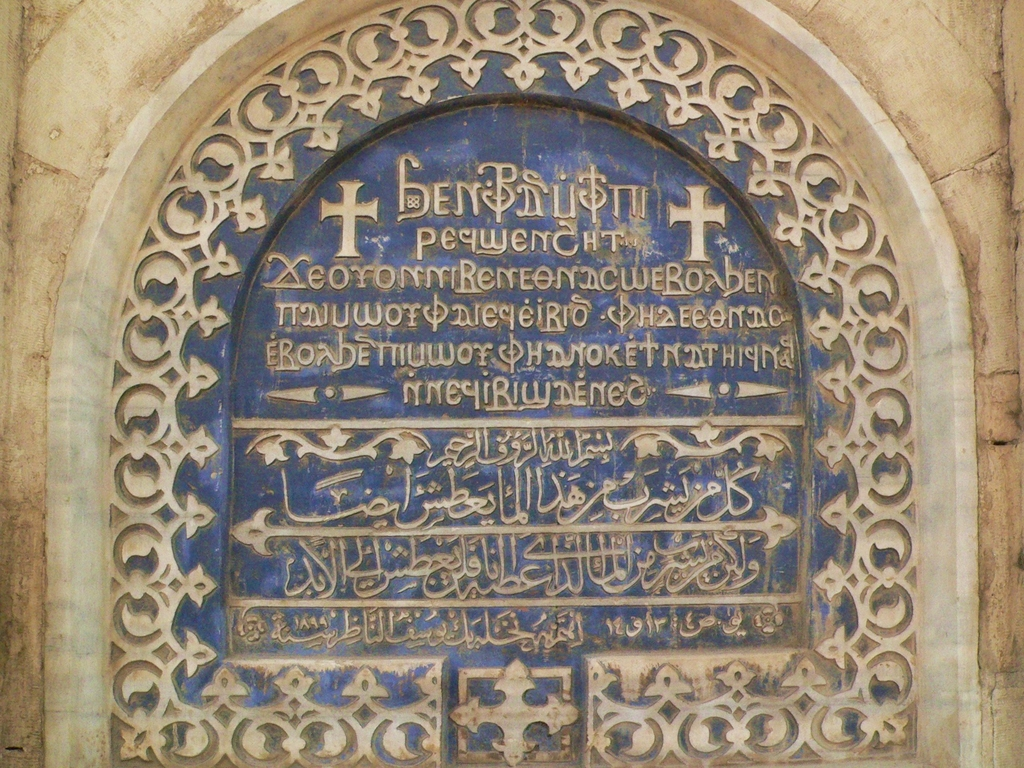
Koptiska och arabiska inskriptioner i en kyrka i gamla Kairo.

Sudan har en infödd koptisk minoritet men många kopter i Sudan härstammar också från senare egyptiska immigranter. Kopter i Sudan bor mestadels i städer i norra delen av landet, inklusive El Obeid, Atbara, Dongola, Khartoum, Omdurman, Port Sudan och Wad Medani. Antalet uppgår till en halv miljon, eller något fler än en procent av landets befolkning. På grund av sin relativt höga utbildningsnivå har de haft en större roll i samhället än antalet indikerar. Kopter i Sudan har ibland tvingats konvertera till Islam. Som konsekvens har många emigrerat och den koptiska befolkningen i landet därmed minskat. Under det tidiga 1800-talet immigrerade många kopter till Sudan och möttes generellt av ett tolerant samhälle. Detta förändrades när mahdisterna styrde under slutet av seklet och förföljelser tog vid. Många tvingades överge sin tro, antog Islam och gifte sig med inhemska sudaneser. Efter den anglo-egyptiska invasionen 1898 fick kopterna större religiös och ekonomisk frihet och tog igen upp sina yrkesroller inom handel, bankväsende, ingenjörskap, medicin och offentlig administration. 
Kopternas situation i Sudan försvårades när islamismen åter styrde i mitten av 1960-talet och kraven på sharialagar ökade. Kopter opponerade sig mot religiöst statsstyre. När Jaafar al-Nimeiry introducerade sharialagar 1983 inleddes en ny period av förtryck av kopter, liksom av andra icke-muslimer. Koptiska ledare stödde en sekulär kandidat i valen 1986 efter Nimeiry avsatts. Men när National Islamic Front avsatte den valda regeringen med hjälp av militären ökade diskrimineringen. Hundratals kopter i offentliga positioner avskedades. En pilot som arbetade för Sudan Airways avrättades 1991 för illegalt innehav av utländsk valuta. Innan avrättningen erbjöds han amnesti och pengar om han konverterade till Islam. Flera tusen personer kom till hans begravning och avrättningen blev en varning för många kopter, som började fly landet.
Det blev svårare för kopter att få sudanesiskt medborgarskap, både genom födsel och naturalisering, och därmed svårt att resa utomlands. Kristna skolor konfiskerades och tonvikt på arabisk-islamsk undervisning inom språk och historia följdes av mobbning av kristna elever. Att klä sig i hijab blev lag. Ett koptiskt barn piskades för att inte ha klarat av att recitera verser från koranen. Radion slutade sända från kristna mässor på söndagar. Under inbördeskriget på 1990-talet diskriminerades kristna i södra Sudan hårdare än i de norra delarna.
I dag är den koptiska kyrkan officiellt registrerad hos landets regering och behöver inte betala fastighetsskatt. En koptisk-ortodox präst utnämndes 2005 till en regeringsposition.

## Språk
Koptiskan är det sista av egyptiskans olika språkskeden. Det var det språk som kopterna i Egypten talade vid kristendomens uppkomst, och är fortfarande Koptisk-ortodoxa kyrkans och Koptisk-katolska kyrkans liturgiska språk. Språket skrivs med det koptiska alfabetet. De koptiska skrifterna är skrifter (bibliotek) man hittade i mitten av 1900-talet i byn Nag Hammadi. Koptiskan dog troligen ut som talat språk på 1600-talet och kopterna har numera arabiskan som modersmål. Bara omkring 400 personer i hela världen har i dag koptiska som första språk[källa behövs]. Koptiskan förekommer i flera dialekter. I kyrkan används bohairiska, som även var den dialekt som en av de äldsta koptiska handskrifterna var översatt till. En annan känd dialekt var sahidiska, som finns bevarad genom en kristen handskrift från 200-talet.

## Kalender

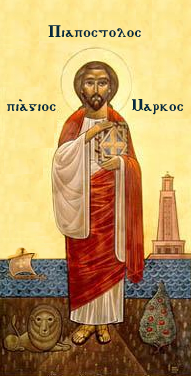
Koptisk ikon av Markus.

Den koptiska kalendern används av den Koptisk-ortodoxa kyrkan. Den baseras på den forntida egyptiska kalendern men reformerades av Ptolemaios III Euergetes 238 f.Kr. för att undvika en förskjutning varje fjärde år. Reformen accepterades dock inte av de egyptiska prästerna och den nya kalendern togs därför inte i bruk förrän år 25 f.Kr. när den romerske kejsaren Augustus formellt reformerade den så att den blev synkroniserad med den julianska kalendern. Den koptiska kalenderns år och månader sammanfaller med de i den Etiopiska kalendern, men har annorlunda nummer och namn. Året består av tre säsonger som vardera har fyra månader. Säsongerna firas med särskilda böner i den koptiska kyrkan och används fortfarande av bönder i Egypten för att hålla reda på skördesäsongerna. Året börjas på dagen som är 29 augusti i den julianska kalendern (den 30:e året före skottår). Varje fjärde år är ett skottår, utan undantag. Kristus födelse, julen, firas den sjunde dagen i januari. Uppståndelsen, påskdagen, firas som i Sverige vid den första fullmånen som infaller på eller efter 21 mars.